# Rhein–Main (vonat)
A Rhein–Main egy nemzetközi vonat volt, mely 1953. májusában indult és 1972. május 27-ig közlekedett Frankfurt am Mainből Dortmundba, majd Amszterdamba.
Nevét a Rajna és a Majna folyókról kapta, melyek Frankfurttól nyugatra csatlakoznak egymáshoz. A járat működése során legnagyobbrészt mint Trans-Europ-Express közlekedett.

## F-Zug
A Rhein–Main 1953 májusában indult F31-es járatszámon északi- és F32-es járatszámon a déli irányba. A szolgáltatást a Deutsche Bundesbahn működtette DB VT 08 sorozatú dízelmotorvonatokkal.

### Trans Europ Express
1957. június 2-án a Rhein-Main volt az egyik első TEE szolgálat. A gördülőállomány elöl TEE-feliratot kapott, de a VT 08-as VT-t még néhány hónapig használták, mivel a Rhein-Main számára tervezett német TEE-szerelvények 1957. december 1-jéig nem álltak rendelkezésre. A TEE hálózat beindulásával az északi végállomást Dortmundról Amszterdamra változtatták, és a Rhein-Main Köln - Dortmund szakasza a TEE Saphir része lett. 1958 nyarán és 1958-59 telén a Rhein-Main és a Saphir összekapcsolva közlekedett Frankfurt és Köln között, miután a Saphir keleti végállomását Dortmundról Frankfurtra változtatták. 1959. május 31. után a Rajna keleti partját használó Saphir és a nyugat-német fővárosba, Bonnba tartó Rhein-Main a Rajna nyugati partján ismét külön vonatként közlekedett.
1967. május 28-án befejeződtek az Oberhausen-Arnhem-vasútvonal villamosítási munkálatai, és a Rhein-Main gördülőállományát villanymozdony-vontatású vonatokra cserélték. 1971. szeptember 26-án a Bonn és Frankfurt közötti esti járat gyenge kihasználtsága miatt a déli irányú járatot Bonnig rövidítették. 1971. szeptember 26-án az északi irányú járat továbbra is Frankfurtból indult. 1972.május 28-án a járatot átnevezték TEE Van Beethovenre.